# I AM (phim 2012)
I AM. - SM Town Live World Tour in Madison Square Garden là phim tài liệu Hàn Quốc năm 2012 đạo diễn bởi Choi Jin-seong, nói về 32 nghệ sĩ K-pop SM Town trong hành trình trở thành ca sĩ châu Á đầu tiên đến giai đoạn bước ngoặt của họ, buổi hòa nhạc SMTown Live '10 World Tour tại Quảng trường Madison tại New York. Bộ phim ban đầu được dự kiến phát hành ở Hàn Quốc vào 10 tháng 5 năm 2012, nhưng trì hoãn đến 21 tháng 6 năm 2012, do vấn đề âm thanh.

## Nội dung
32 nghệ sĩ đến từ SM Town. Bộ phim tái hiện quá khứ, hiện tại, và tương lai của mỗi nghệ sĩ với những cảnh đằng sau hậu trường theo sau những ngôi sao như họ trải qua buổi tập luyện, tiết lộ cuộc sống thường ngày của họ và phỏng vấn, nhật ký video, và chưa bao giờ nhìn thấy trước khi các tập tin lưu trữ.

## Diễn viên
- Kangta
- BoA
- TVXQ: U-Know Yunho, Max Changmin
- Super Junior: Leeteuk, Yesung, Shindong, Sungmin, Eunhyuk, Donghae, Siwon, Ryeowook, và Kyuhyun.
- Girls' Generation: Taeyeon, Jessica, Sunny, Tiffany, Hyoyeon, Yuri, Sooyoung, Yoona và Seohyun
- Shinee: Onew, Jonghyun, Key, Minho, và Taemin
- f(x): Victoria, Amber, Luna, Sulli và Krystal

## Âm nhạc
Vào 24 tháng 4 năm 2012 SM Town phát hành ca khúc nhạc nền "Dear My Family" cho bộ phim, cùng với video âm nhạc. Nó được làm lại từ ca khúc cùng tên của Yoo Young-jin trong album thứ ba năm 2001 và 2002 Winter Vacation in SMTown.com – My Angel My Light trình diễn bởi Kangta, Moon Hee-joon, S.E.S., Shinhwa, Fly to the Sky và BoA. Phiên bản 2012 được trình bày bởi BoA, Kangta, TVXQ, Yesung của Super Junior, Taeyeon của Girls' Generation, Jonghyun của Shinee, Luna của f(x) và Baekhyun, D.O., Luhan & Chen của EXO.

## Giới thiệu
Vào 30 tháng 4 năm 2012 các diễn viên tham gia buổi giới thiệu phim, tổ chức tại rạp chiếu phim CJ CGV ở Yeongdeungpo-gu, Seoul. Nó cũng được trực tiếp bằng tiếng Hàn, tiếng Anh, tiếng Nhật và tiếng Trung; cũng như trực tuyến trên mạng và điện thoại.
Người tham dự:
- KangTa
- TVXQ
- Super Junior (trừ Leeteuk and Siwon)
- Girls' Generation (trừ Yuri và Yoona)
- SHINee
- f(x) (trừ Victoria)

## Phát hành quốc tế
- Mỹ: 13–19 tháng 7 năm 2012 tại CGV CINEMAS ở LA [7]
- Indonesia: 18–20 tháng 5 năm 2012 tại rạp Blitz Megaplex ở Jakarta.[8]
- Hồng Kông: 18–30 tháng 5 năm 2012[9]
- Singapore: 25 tháng 5 năm 2012
- Đài Loan: 25 tháng 5 năm 2012[10]
- Nhật Bản: 2 tháng 6 năm 2012[11][12][13]
- Thái Lan: 7–8 tháng 7 năm 2012 (Chỉ tại Paragon Cineplex ở Siam Paragon, Bangkok)
- Việt Nam: 22 tháng 6 năm 2012 [14]

## Phát hành DVD
- Nhật Bản: 3 tháng 10 năm 2012 [15]
- Mỹ: 6 tháng 11 năm 2012 [16]
- Đài Loan: 19 tháng 10 năm 2012
- Hồng Kông: 25 tháng 9 năm 2012
- Hàn Quốc: 27 tháng 9 năm 2012
- Thái Lan: 6 tháng 12 năm 2012

## Liên kết
- Website chính thức (tiếng Hàn)
- Website chính thức (tiếng Anh)(tiếng Nhật)(tiếng Trung)
- Website chính thức (tiếng Trung) (Đài Loan)